# Sienna Przehyba
Sienna Przehyba (słow. Senná priehyba) – szeroka, porośnięta kosodrzewiną przełęcz w słowackich Tatrach Wysokich. Znajduje się w krótkiej grani odchodzącej na południowy zachód od masywu Sławkowskiego Szczytu. Oddziela ten masyw od Siennej Kopy.
Sienna Przehyba wraz z Sienną Kopą stanowi odgraniczenie dolnych partii Doliny Sławkowskiej od Siennej Kotliny, która leży u podnóża Siennej Kopy. Sienna Przehyba służyła niegdyś jako dogodna perć pasterska prowadząca w kierunku Doliny Sławkowskiej. Przełęcz jest łatwo dostępna od każdej strony, jednak nie wiodą na nią żadne znakowane szlaki turystyczne. Nieco na południe od niej przebiega czerwono znakowana Magistrala Tatrzańska (dokładnie jej odcinek pomiędzy Wielickim Stawem a Smokowieckim Siodełkiem).